# MisChange
MisChange (tiếng Hàn: 미스체인지) là một phim giả tưởng, có phần khôi hài của đạo diễn Jung Cho-shin, trình chiếu lần đầu năm 2013.

## Diễn viên
- Song Sam-dong... Lee Je-chil
- Lee Sujung... Cô gái lạ
- Jung Eun-woo... Hyun-goo
- Shin Yoo-joo... Soo-hyun
- Nam Moon-chul... Man-suk
- Jin Yong-ok
- Yoo Il-han